# Parafia Matki Bożej Szkaplerznej w Karniowicach
Parafia Matki Bożej Szkaplerznej w Karniowicach – rzymskokatolicka parafia znajdująca się w archidiecezji krakowskiej, w dekanacie Trzebinia. 

## Proboszczowie
- ks. Krzysztof Matuszczyk (?–2015)[1]
- ks. Leszek Uniwersał (2015– )[1]